# Occidryas fusimacula
Occidryas fusimacula är en fjärilsart som beskrevs av Barnes 1900. Occidryas fusimacula ingår i släktet Occidryas och familjen praktfjärilar. Inga underarter finns listade i Catalogue of Life.